# Mittelmeerkrankheit
Als Mittelmeerkrankheit werden in der Umgangssprache typische, vor allem im Mittelmeerraum beheimatete Erkrankungen bezeichnet.

## Veterinärmedizin
Beim Haushund gelten als typische „Mittelmeerkrankheiten“:
- Leishmaniose
- Babesiose
- Ehrlichiose
- Hepatozoonose und die
- Herzwurmerkrankung

Der Begriff „Mittelmeerkrankheit“ ist aus zwei Gründen nicht sinnvoll. Zum einen kommen diese Erkrankungen auch in anderen subtropischen und tropischen Gebieten vor, weshalb in der Tiermedizin häufiger der Begriff „Reisekrankheiten“ verwendet wird. Zum anderen sind einige dieser Erkrankungen mittlerweile auch in Mitteleuropa heimisch.

## Humanmedizin
Beim Menschen ist der Begriff „Mittelmeerkrankheit“ weniger gebräuchlich. Es könnte damit eine der folgenden Krankheiten gemeint sein:
- Thalassämie (Mittelmeeranämie)
- Leishmaniose
- Brucellose (Mittelmeerfieber, Maltafieber)
- familiäres Mittelmeerfieber oder
- Boutonneuse-Fieber (Mittelmeerfleckfieber)